# Until the End of Time (album)
Pour les articles homonymes, voir Until the End of Time.
Albums de 2Pac
Still I Rise
(1999) Better Dayz
(2002)
Singles
1. Until the End of Time
Sortie : 18 février 2001
2. Letter 2 My Unborn
Sortie : 5 juin 2001

Until the End of Time est un album posthume de 2Pac, sorti le 27 mars 2001.

## Production
Suge Knight et Afeni Shakur, la mère de 2Pac, étaient les producteurs exécutifs de cet album. Dix chansons ont été produites par le producteur et ami de longue date de 2Pac, Johnny « J ».
La plupart des morceaux ont été remixés à partir des bandes originales et censurées de toutes références faites à Death Row Records ou aux artistes du label. Dans le titre This Ain't Livin, la référence envers Snoop Dogg, qui était un artiste lié à Death Row Records, a été effacée pour éviter toute association avec Death Row Records, bien que les deux labels (Death Row et Amaru) aient conjointement produit l'album. Dans Last Ones Left, le son a été réarrangé. Les collaborations d'origines ont été remplacés et, à la fin du morceau, les dédicaces de 2Pac adressées à ses homeboys ont été effacées en conservant uniquement le mot « Outlawz ».
Fuckin' with the Wrong Nigga, Ballad of a Dead Soulja, Good Life, Last Ones Left et Runnin' On E sont les seules chansons à être restées fidèles aux enregistrements originaux.

## Réception
L'album, qui s'est classé 1er au Billboard 200 et au Top R&B/Hip-Hop Albums et 16e au Top Internet Albums, a été certifié quadruple disque de platine par la Recording Industry Association of America (RIAA) le 10 juin 2014.
Il a été l'album de rap le plus vendu en 2001.

## Liste des titres

### Disque 1
| No  | Titre                                               | Contient un (des) sample(s) de                 | Durée |
| --- | --------------------------------------------------- | ---------------------------------------------- | ----- |
| 1.  | Ballad of a Dead Soulja                             | Little Child Runnin Wild de Curtis Mayfield    | 4:15  |
| 2.  | Fuck Friendz (featuring Tiffany Villarreal)         |                                                | 5:19  |
| 3.  | Lil' Homies                                         | Chill Out de John Lee Hooker et Carlos Santana | 3:43  |
| 4.  | Let Em Have It (featuring SKG et Honey)             | The Body Rock des Treacherous Three            | 4:53  |
| 5.  | Good Life (featuring Big Syke et E.D.I.)            |                                                | 4:17  |
| 6.  | Letter 2 My Unborn (featuring Anthem et Tena Jones) | Liberian Girl de Michael Jackson               | 3:55  |
| 7.  | Breathin' (featuring Outlawz)                       |                                                | 4:04  |
| 8.  | Happy Home                                          |                                                | 3:56  |
| 9.  | All Out (featuring Outlawz)                         |                                                | 5:32  |
| 10. | Fuckin' with the Wrong Nigga                        |                                                | 3:37  |
| 11. | Thug N U Thug N Me (Remix) (featuring K-Ci & JoJo)  |                                                | 4:11  |
| 12. | Everything They Owe (featuring Timothy)             |                                                | 3:07  |
| 13. | Until the End of Time (featuring RL)                | Broken Wings de Mr. Mister                     | 4:26  |
| 14. | M.O.B. (featuring Outlawz et Thug Life)             |                                                | 5:01  |
| 15. | World Wide Mob Figgaz (featuring Outlawz et Ta'he)  |                                                | 4:37  |

### Disque 2
| No  | Titre                                                      | Contient un (des) sample(s) de                                          | Durée |
| --- | ---------------------------------------------------------- | ----------------------------------------------------------------------- | ----- |
| 1.  | Big Syke Interlude (featuring Big Syke)                    |                                                                         | 1:45  |
| 2.  | My Closest Roaddogz (featuring Shiro et Timothy)           |                                                                         | 4:04  |
| 3.  | Niggaz Nature (Remix) (featuring Lil' Mo)                  |                                                                         | 5:04  |
| 4.  | When Thugz Cry                                             | Now I Lay Me Down to Sleep (Traditionnel)                               | 4:22  |
| 5.  | U Don't Have 2 Worry (featuring Outlawz)                   |                                                                         | 5:07  |
| 6.  | This Ain't Livin' (featuring Vanessa)                      |                                                                         | 3:41  |
| 7.  | Why U Turn on Me                                           |                                                                         | 3:32  |
| 8.  | LastOnesLeft (featuring Outlawz)                           |                                                                         | 3:59  |
| 9.  | Thug N U Thug N Me (featuring K-Ci & JoJo)                 |                                                                         | 4:29  |
| 10. | Words 2 My First Born (featuring Above the Law)            | So Good d'Al Jarreau Ain't It Strange de Maze featuring Frankie Beverly | 4:07  |
| 11. | Let Em Have It (Remix) (featuring Lisa « Left Eye » Lopes) | Let Em Have It de 2Pac featuring SKG                                    | 3:59  |
| 12. | Runnin' on E (featuring Outlawz)                           |                                                                         | 5:37  |
| 13. | When I Get Free (featuring J. Valentine)                   |                                                                         | 4:30  |
| 14. | Until the End of Time (Remix) (featuring Richard Page)     |                                                                         | 4:27  |